# Igreja do Loreto

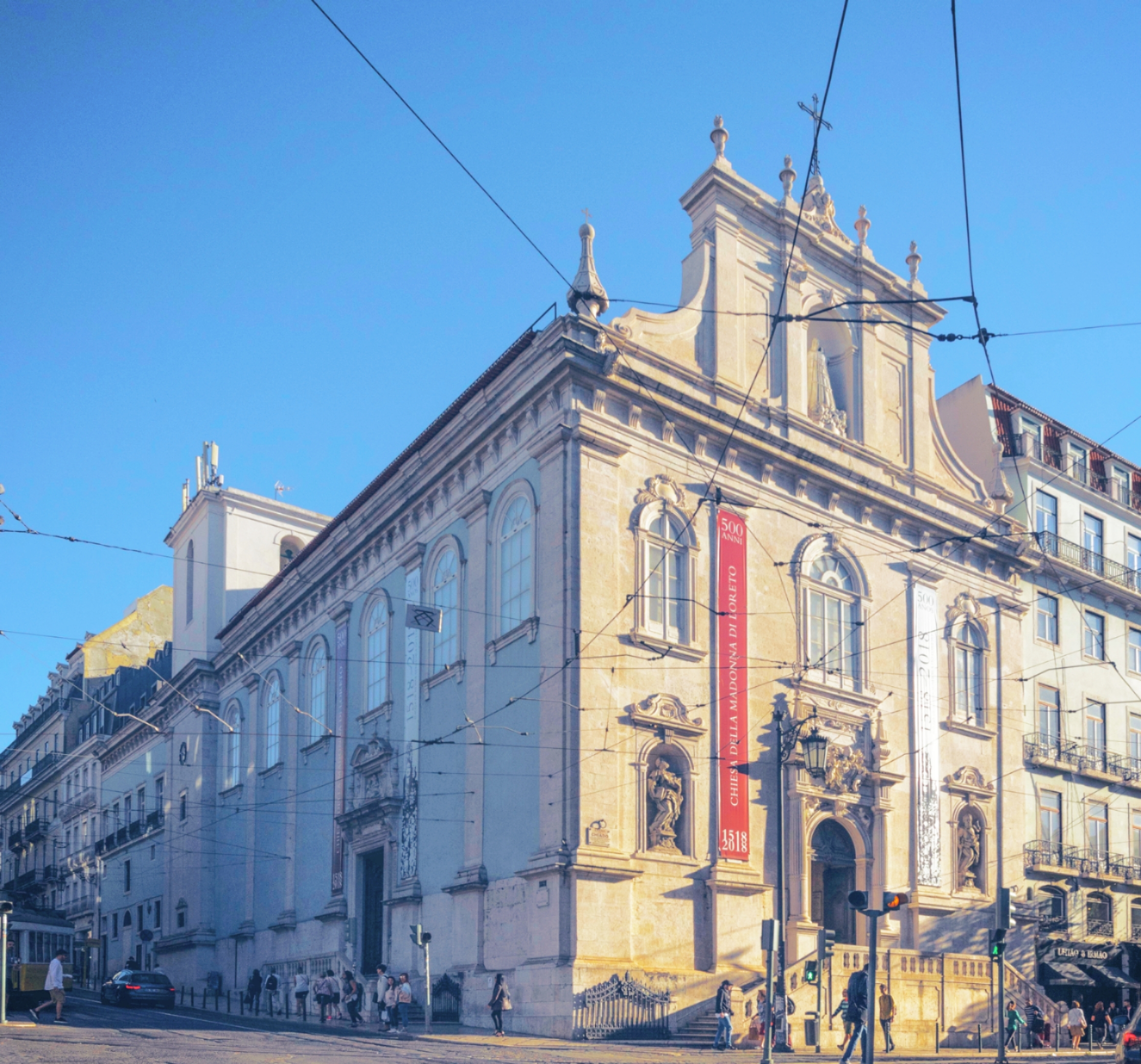
Igreja do Loreto, Igreja dos italianos em Lisboa, dedicada a Nossa Senhora do Loreto na Itália, onde se encontra a Casa da Sagrada Família de Nazaré

A Igreja do Loreto, está situada junto ao Largo do Chiado, fazendo esquina com a Rua da Misericórdia, em Lisboa. O autor do projecto de construção desta igreja foi José da Costa e Silva. Com o Terramoto de 1755 o templo sofreu grandes estragos, tendo sido reconstruído em 1785.
A igreja, também chamada Igreja dos Italianos foi elevada por D. João V em 1518 para acolher os muitos italianos, principalmente venezianos e genoveses, comerciantes em Lisboa (territorialmente: Itália; mas destinada aos italianos em Portugal). Depende directamente da Santa Sé, e é sufragânea da arquibasílica de São João de Latrão.  Foram importadas diretamente de Génova pinturas e esculturas que ornavam a igreja, anunciando com isto, um processo de italianização que era bastante importante no reinado joanino. A principal novidade que foi trazida por essa decoração foram as colunas salomónicas feitas em pedra verde, tendo sido instaladas em 1671, e que se celebrizaram em Itália a partir do baldaquino berniniano para São Pedro de Roma. Devido ao seu dinamismo formal, essas colunas interessavam a uma arquitetura que pretendia quebrar os padrões espaciais estáticos existentes na época.
Esta igreja é constituída por uma nave central com doze capelas laterais que apresentam os doze apóstolos. Essas capelas têm como revestimento mármore italiano. Na fachada principal, além da imagem de Nossa Senhora do Loreto, pode-se observar as armas pontifícias, de autoria de Borromini, ladeadas por dois anjos. Possui ainda um órgão de tubos datado do século XVIII, cuja autoria não se encontra bem definida.
Aquando da edificação da Cerca de D. Fernando foi construída mesmo junto à igreja do Loreto a torre norte da Porta de Santa Catarina.